# 蝉翼藤属
蝉翼藤属（学名：Securidaca）是远志科下的一个属，为攀援灌木植物。该属共有约80种，分布于热带。
属模式种：缠绕蝉翼藤Securidaca volubilis Linn.